# Альфонс Амаду Алле
Альфонс Амаду Алле (9 квітня 1930—1987) — бенінський військовий офіцер та політичний діяч. Брав активну участь у політичному житті країни за часів, коли вона була відомою під назвою Дагомея. Народився у місті Бассіла в центральній частині Беніну, навчався у Того, Кот д'Івуарі та Сенегалі, після чого вступив до лав французької армії 1950 року. Брав участь у бойових діях в Індокитаї з 1950 до 1953, в Марокко — з 1955 до 1956 та Алжирі з 1959 до 1961 року. У 1965 році президент Крістоф Согло призначив Алле на посаду начальника генерального штабу Збройних сил країни.
17 грудня 1967 року Моріс Куандете очолив черговий військовий переворот проти уряду Крістофа Согло, проте був змушений передати владу Алле за два дні. Його адміністрація займалась питаннями розроблення нової конституції та проведенням президентських виборів, першого волевиявлення з 1964 року. Втім, результати цих виборів анулювали через ігнорування плебісциту з боку понад двох третин жителів країни. Невдовзі Алле втратив популярність та підтримку серед військовиків, і 17 липня 1968 року був змушений передати владу більш досвідченому політику Емілю Зінсу.
Після виходу у відставку Алле не мав значних кар'єрних досягнень. 28 лютого 1973 року президент Кереку звинуватив Алле в організації державного перевороту проти його влади. Після чого його було засуджено до 20 років ув'язнення. Помер Алле у місті Котону 1987 року.

## Біографія
Амаду Алле народився 9 квітня 1930 року у місті Бассіла, що в центральній частині Дагомеї. Сьогодні дана держава називається Бенін. Походив із нечисленної етнічної групи Віджі, поширеної на півночі країни. Його батько, будучи військовим командиром у рядах французької армії, брав участь у військових діях на території Сирії в 1942 році, потім допомагав навчати поліцейських в Того. Альфонс Алле навчався у школах Того, Кот д'Івуару та Сенегалу. Повторивши біографію батька, в 1950 році поступив на службу до французької армії. Його першою бойовою операцією стала Перша індокитайська війна. Незадовго до початку Операції Кастор, Алле покинув армію. Він вирішив здобути якісну освіту, вступивши до унтер-офіцерської школи в місті Сен-Мексан-л'Еколь. Після її закінчення служив десантником під час бойових дій у Марокко — з 1955 до 1956 та Алжирі з 1959 до 1961 року.
Коли Дагомеї вдалось здобути власну незалежність, Альфонс Алле у званні лейтенанта повернувся на батьківщину. Здобуті навички десантника пригодились йому для створення десантного підрозділу в рідній дагомейській армії. Молодий армієць досить швидко просунувся у військовій кар'єрі: у 1962 став капітаном, а в 1964 — майором. Під час виникнення прикордонного спору між Дагомеєю та Нігером, підрозділ Алле перекинули у даний регіон. Історик Семюел Декало характеризує Альфонса Амаду як «веселу, брутальну, легковажну і водночас симпатичну фігуру», відому у середовищі іноземних дипломатів насамперед як «офіцер вина, жінок та пісень».
У 1963 та 1965 роках у Дагомеї відбулися державні перевороти, внаслідок яких до президентської влади прийшов генерал Крістоф Согло. За його правління Амаду очолював штаб національної армії. Попри існуючі зі Согло певні суперечки, Альфонс Алле загалом залишався вірним президенту. Правління Крістофа Согло обірвалося у результаті чергового перевороту, влаштованого молодим військовим офіцером Морісом Куандете. Він і віддані йому 60 солдат змогли захопити владу, але навіть не уявляли собі, як ефективно керувати країною. До того ж вони користувались авторитетом хіба що серед армійців, громадська думка була налаштована проти путчистів, Франція також відмовилася визнавати новий уряд. Дані обставини змусили Куандете через 2 дні передати пост тимчасового президента більш досвідченому Амаду, а сам зайняв посаду прем'єр-міністра.

### Президентство
Вибір на Альфонса Алле випав неспроста, він був саме тією фігурою, якій довіряли мешканці як північних, так і південних регіонів багатоетнічної Дагомеї. До того ж його роль вважалася суто тимчасовою: президентська влада передавалась тільки на 6 місяців, поки не буде сформований цивільний уряд. Першим завданням, за яке взявся новий керівник, стало розроблення нової конституції. З цією метою 31 січня 1969 була утворена спеціальна конституційна комісія, до неї увійшли винятково цивільні особи. Підготовлений Основний закон розширив виконавчі повноваження Алле, перетворивши Дагомею на президентську республіку. конституцію попередньо схвалили у Військово-революційному комітеті (тимчасовому уряді Алле, складеному з армійців) та винесли на референдум. 31 березня 1969 відбулось народне опитування, на якому 92 % виборців висловились за її прийняття.